# Philippe Ernest Gaucher
Philippe Charles Ernest Gaucher (26 de Julho, 1854 – 25 de Janeiro, 1918) foi um dermatologista francês nascido no departamento de Nièvre. Foi o médico que pela primeira vez, em 1882, descreveu os sintomas da doença de Gaucher.